# Arquitectura art decó en Melilla
La arquitectura art decó en Melilla es una corriente del art decó que se dio en dicha ciudad española a partir del siglo XIX, pero especialmente durante el siglo XX. Sus edificios forman parte del Conjunto Histórico Artístico de la Ciudad de Melilla, un Bien de Interés Cultural, y se encuentran repartidos por el Ensanche central y por sus barrios.

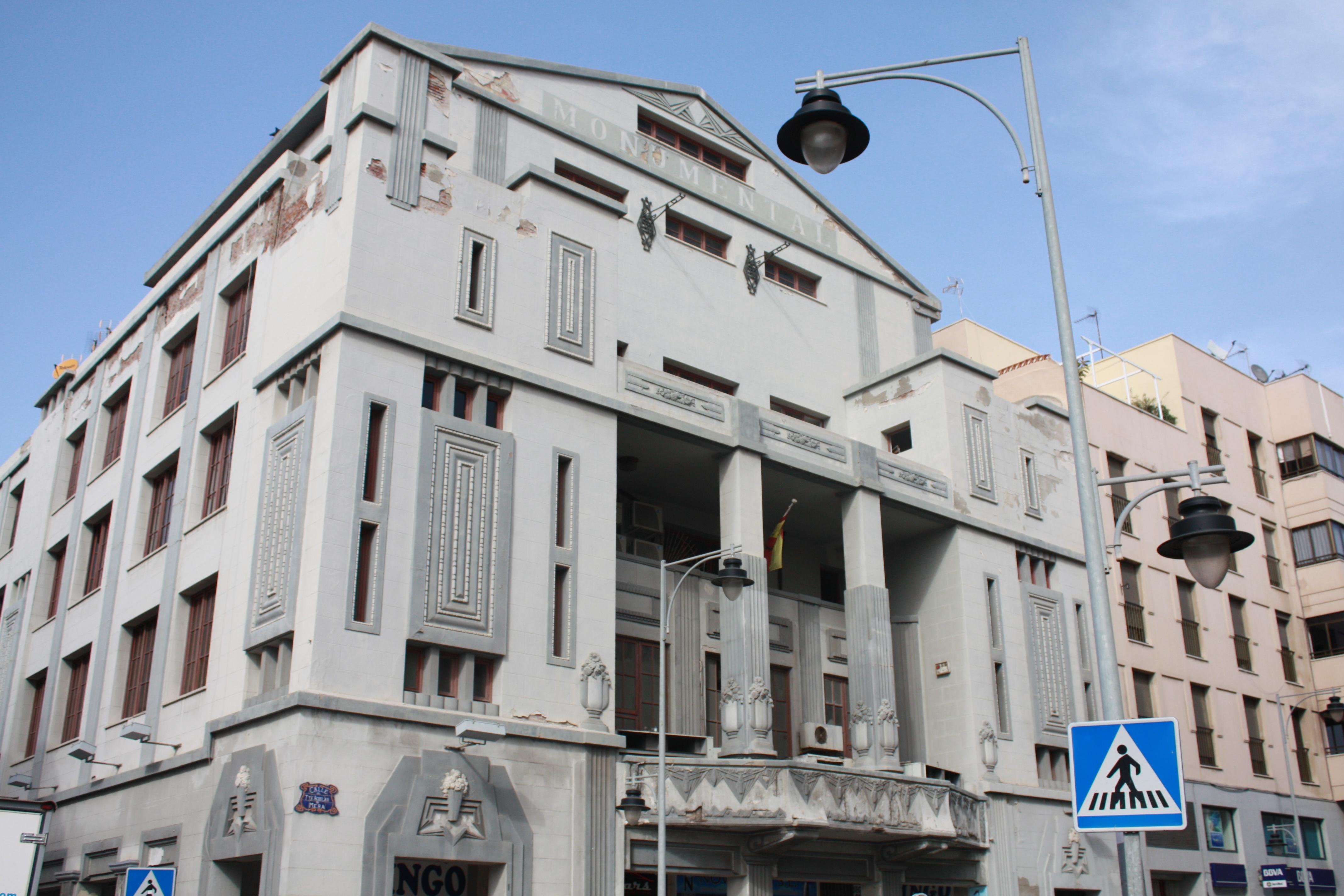
Monumental Cinema Sport

Su obra cumbre es el Monumental Cinema Sport  (1930-1932).

## Enrique Nieto

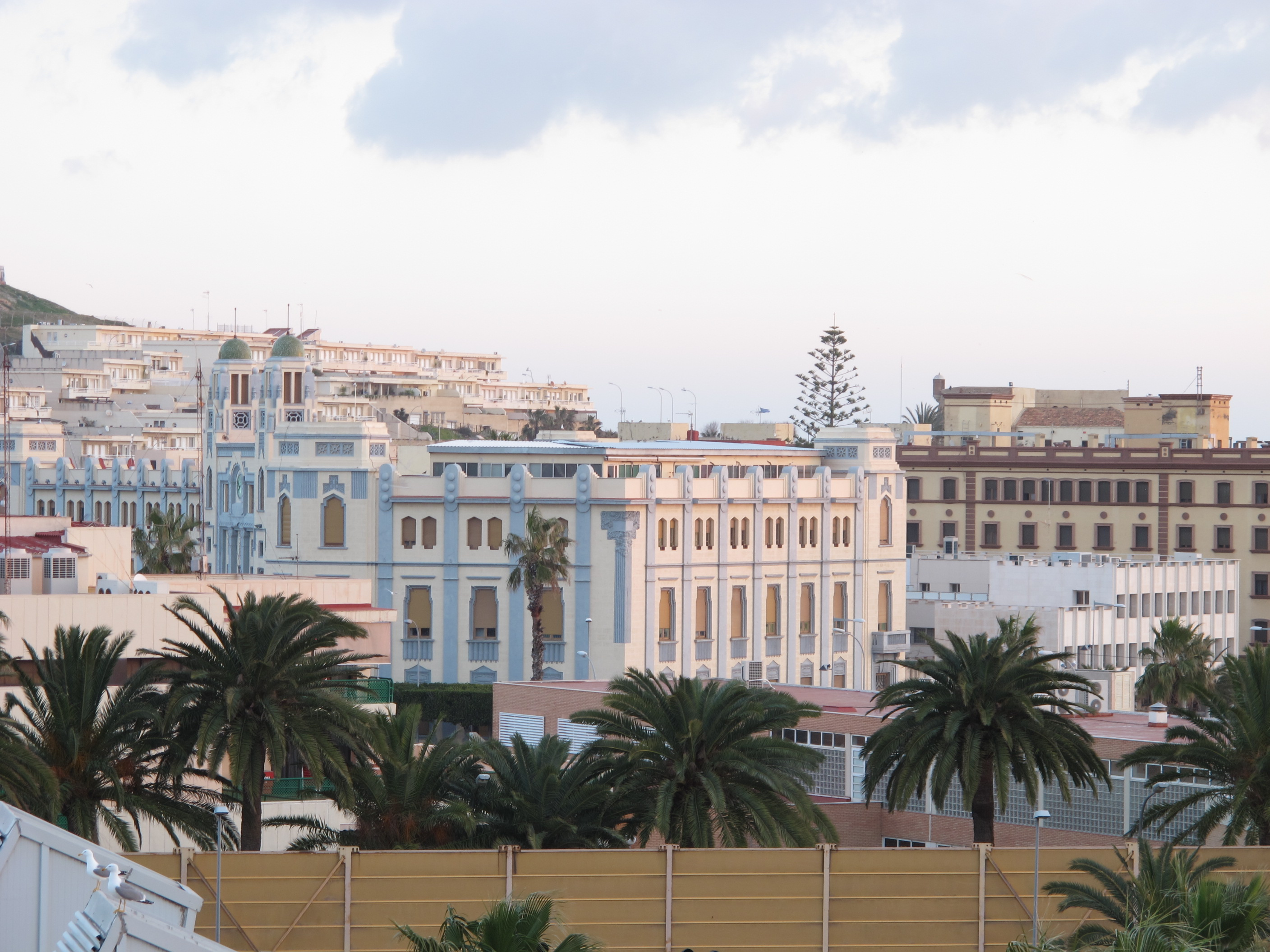
Palacio de la Asamblea
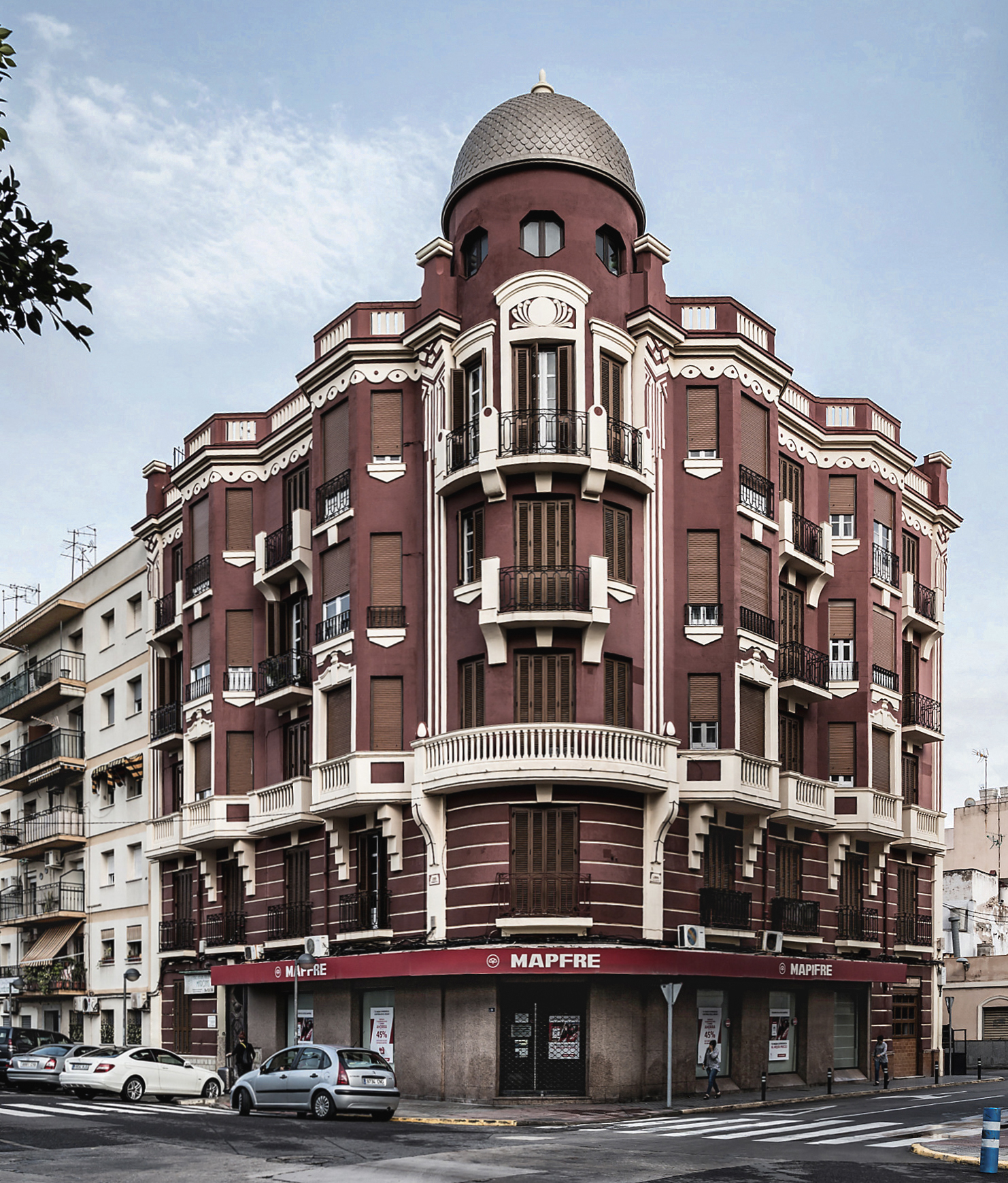
Edificio Rojo,
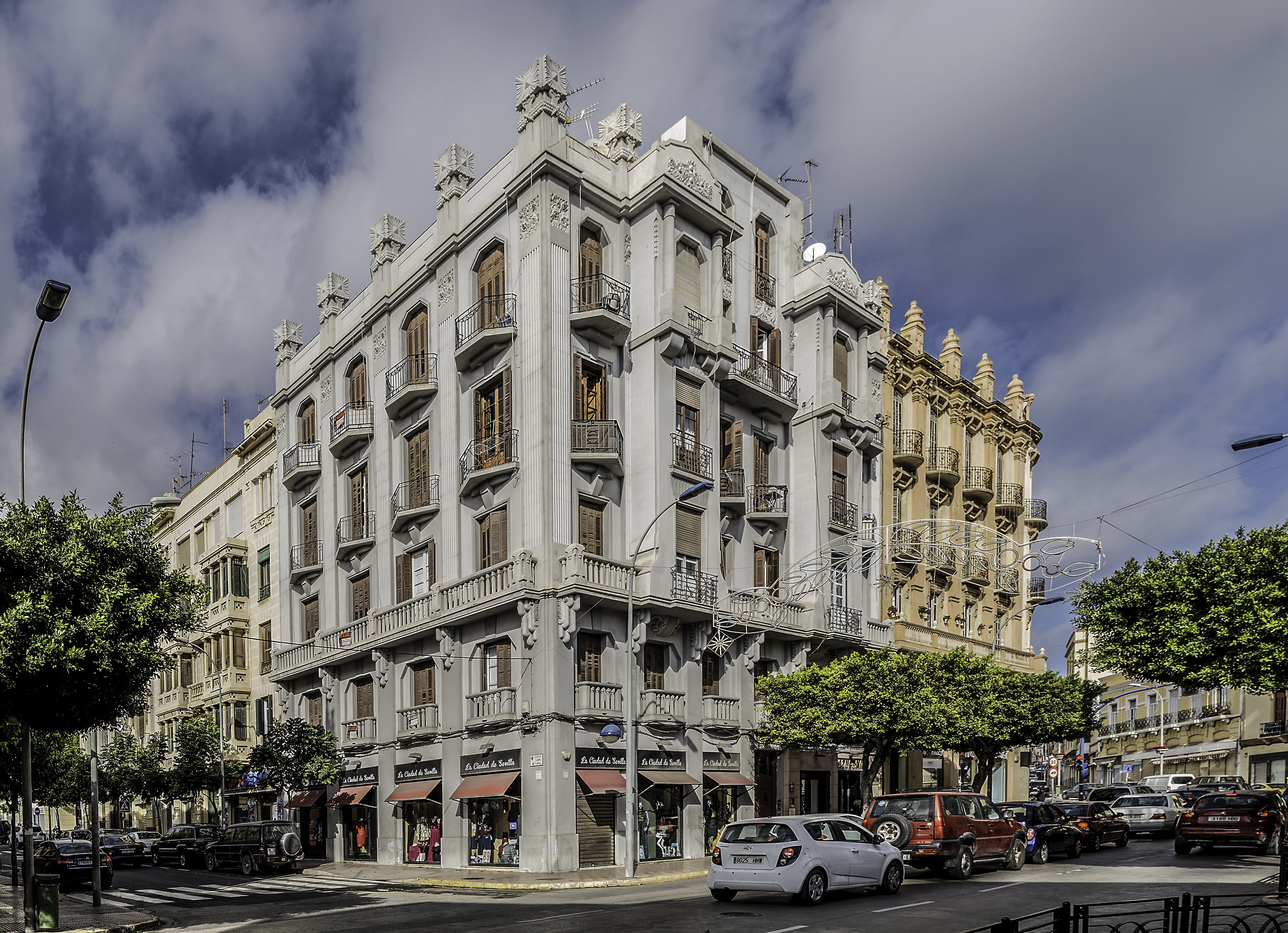
Casa de Enrique Nieto
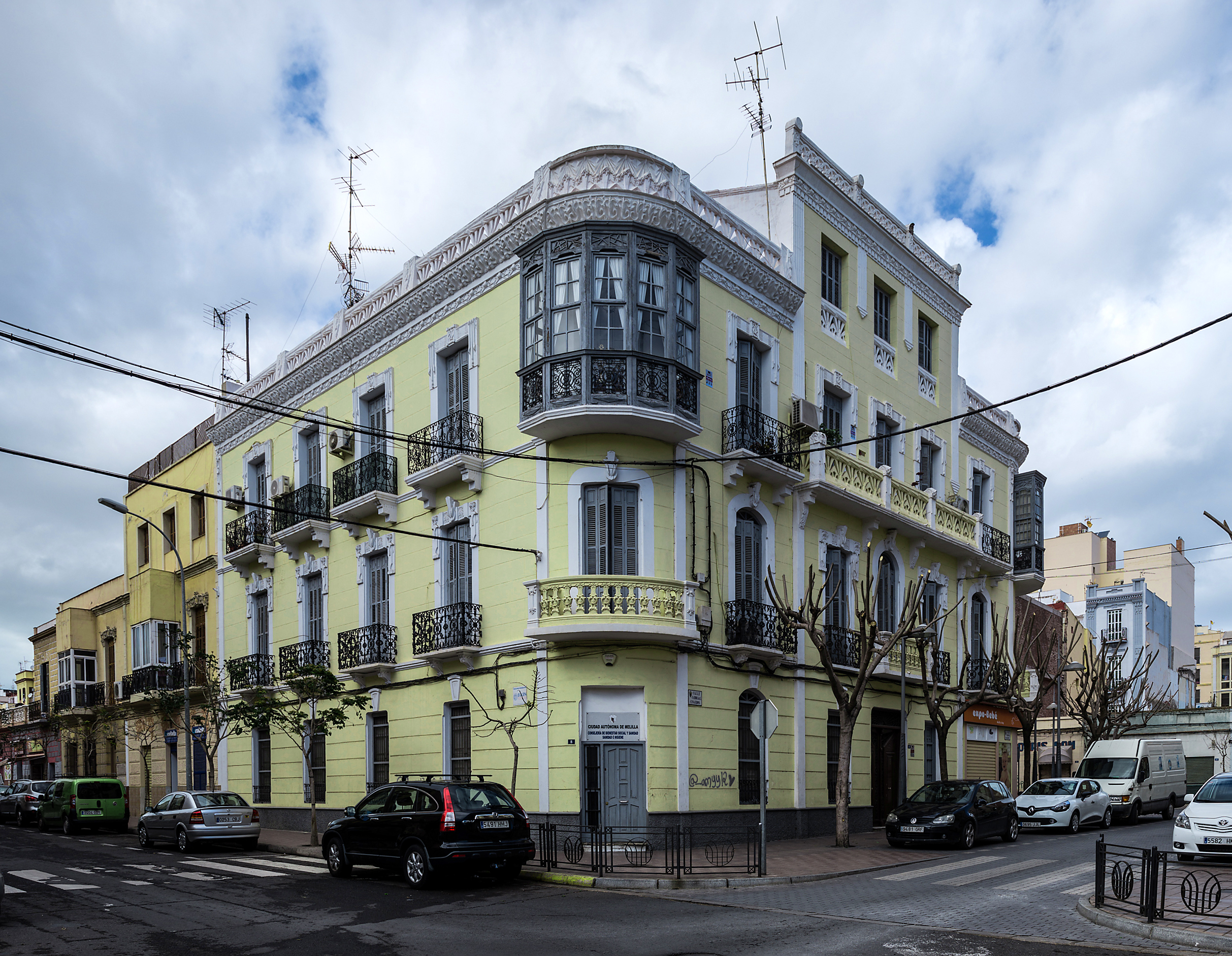
Casa Carcaño
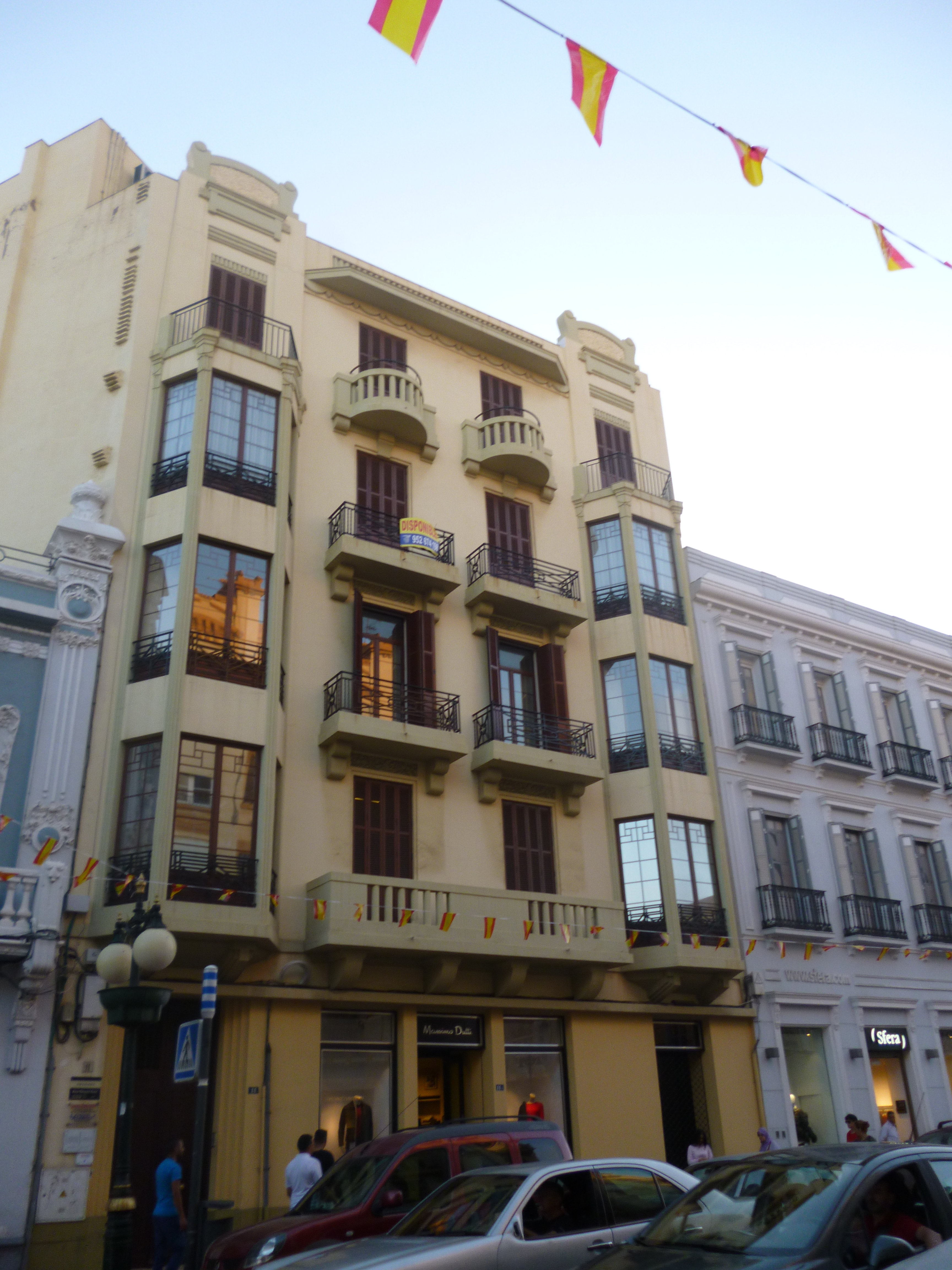
Casa de Jacques EskEnazi Aguilerun
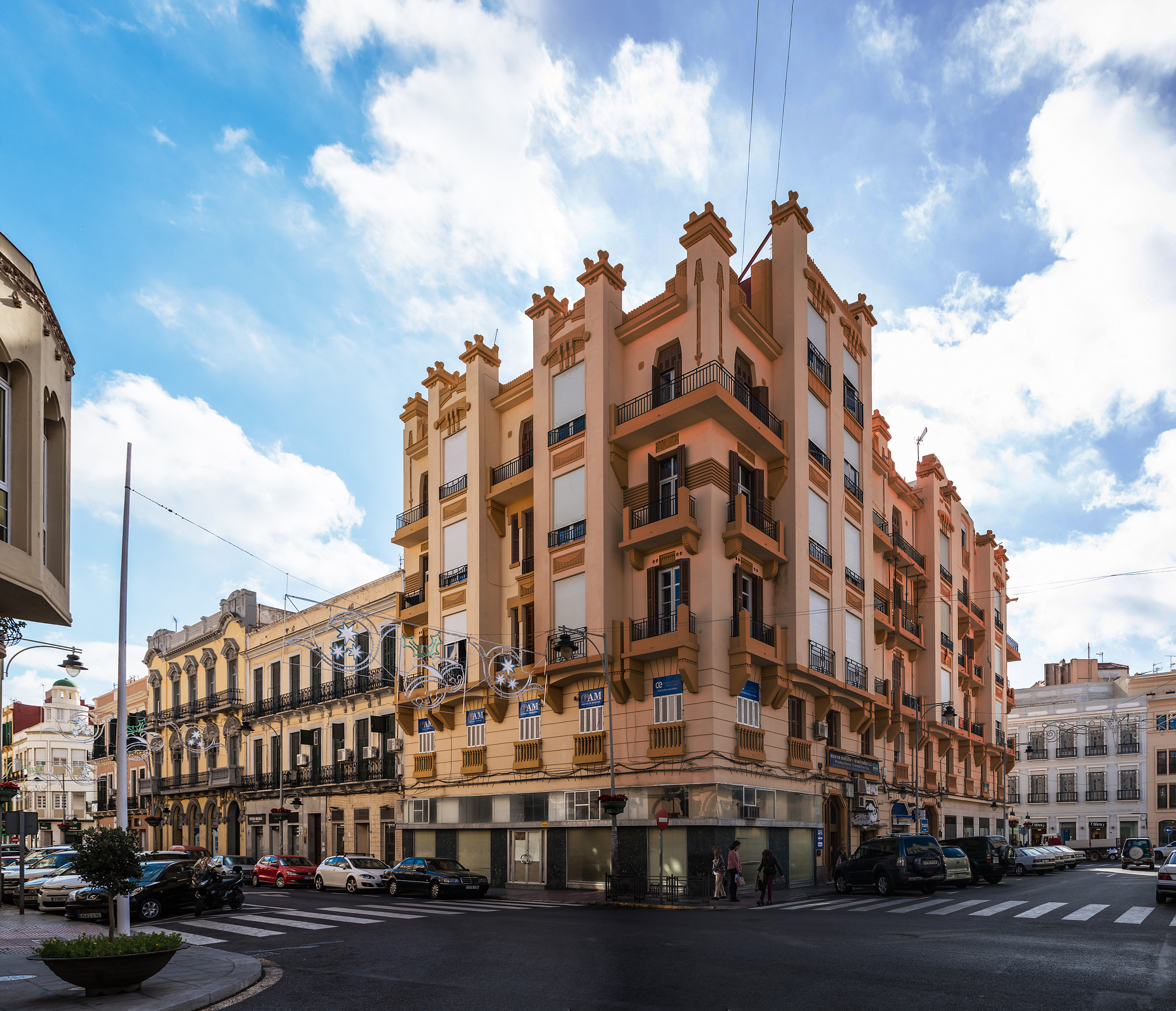
Casa de Rafael Rico Albert,
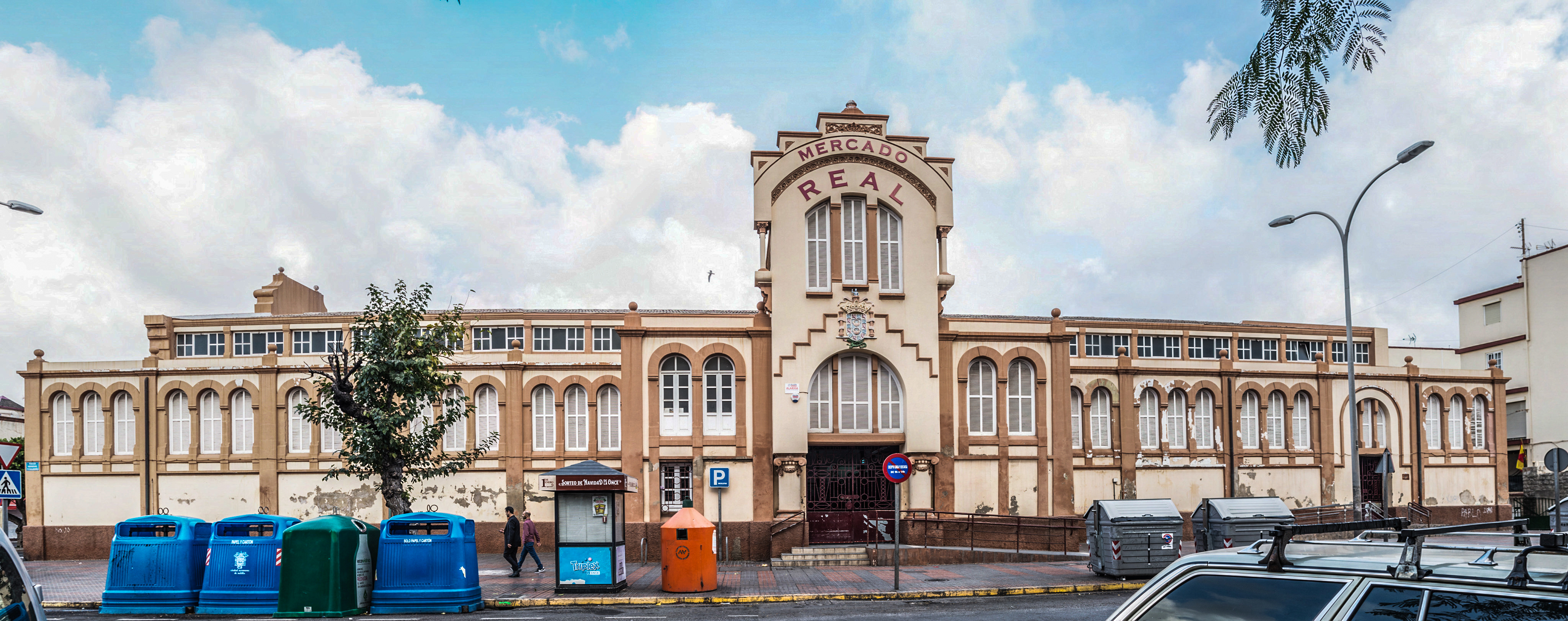
Mercado del Real
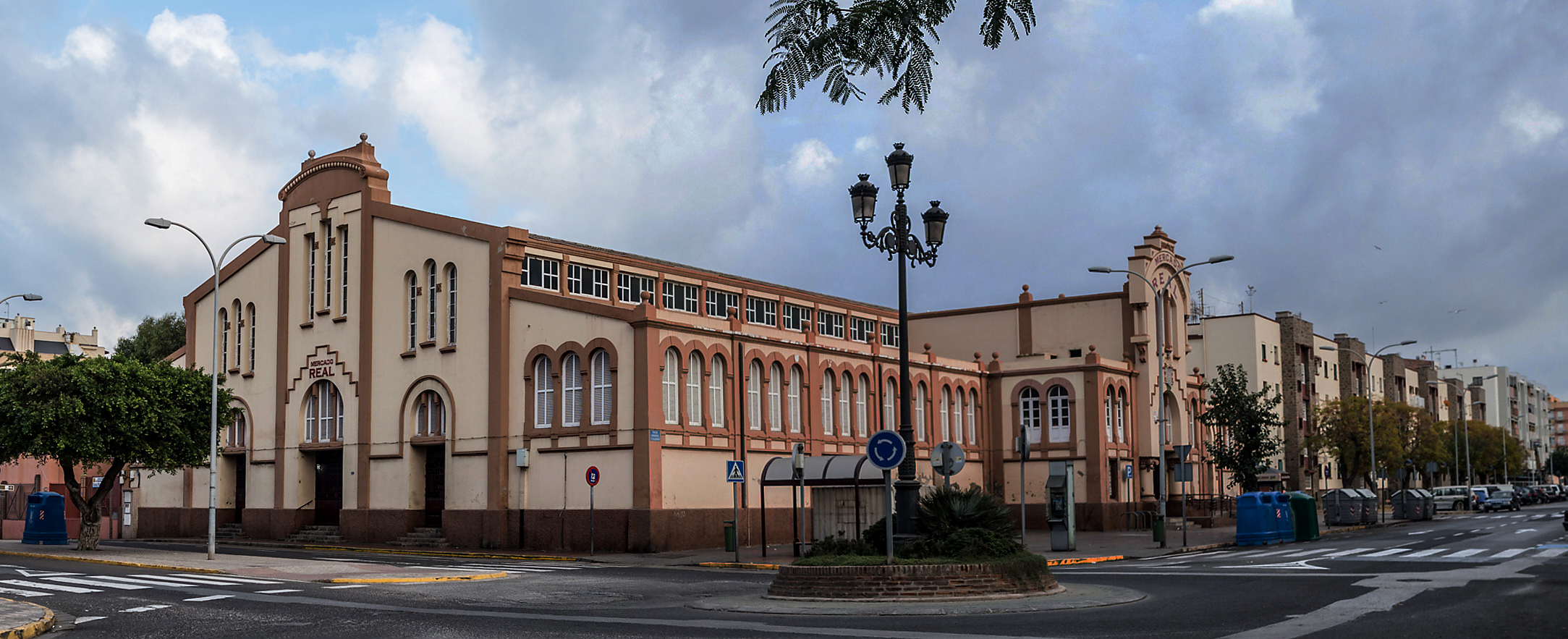
Mercado del Real

Desarrollo el art decó zigzagueante, bastante cercano al modernismo, con obras como el Palacio de la Asamblea (1932) de Enrique Nieto, autor también de la Casa de Enrique Nieto (1930-1932), la Casa Carcaño (1934-1935), la Casa de Jacques EskEnazi Aguilerun (1936-1938), la Consejería Adjunta a la Presidencia (1943-1944), el Chalet Ben Jeloun (1943), la Casa de Josefa Botella Segarra (1935-1936), la Casa de Rafael Rico Albert (1935), el Mercado del Real (1932-1940), el anexo del Monumental Cinema Sport (1935-1936) y el Edificio Rojo (1935-1936), así como una variante del esgrafiado, cuyo máximo exponente fue la Casa de Ahmed Ben Taleb, (1933) y el aerodinámico edificio situado en la calle Villegas, 7.

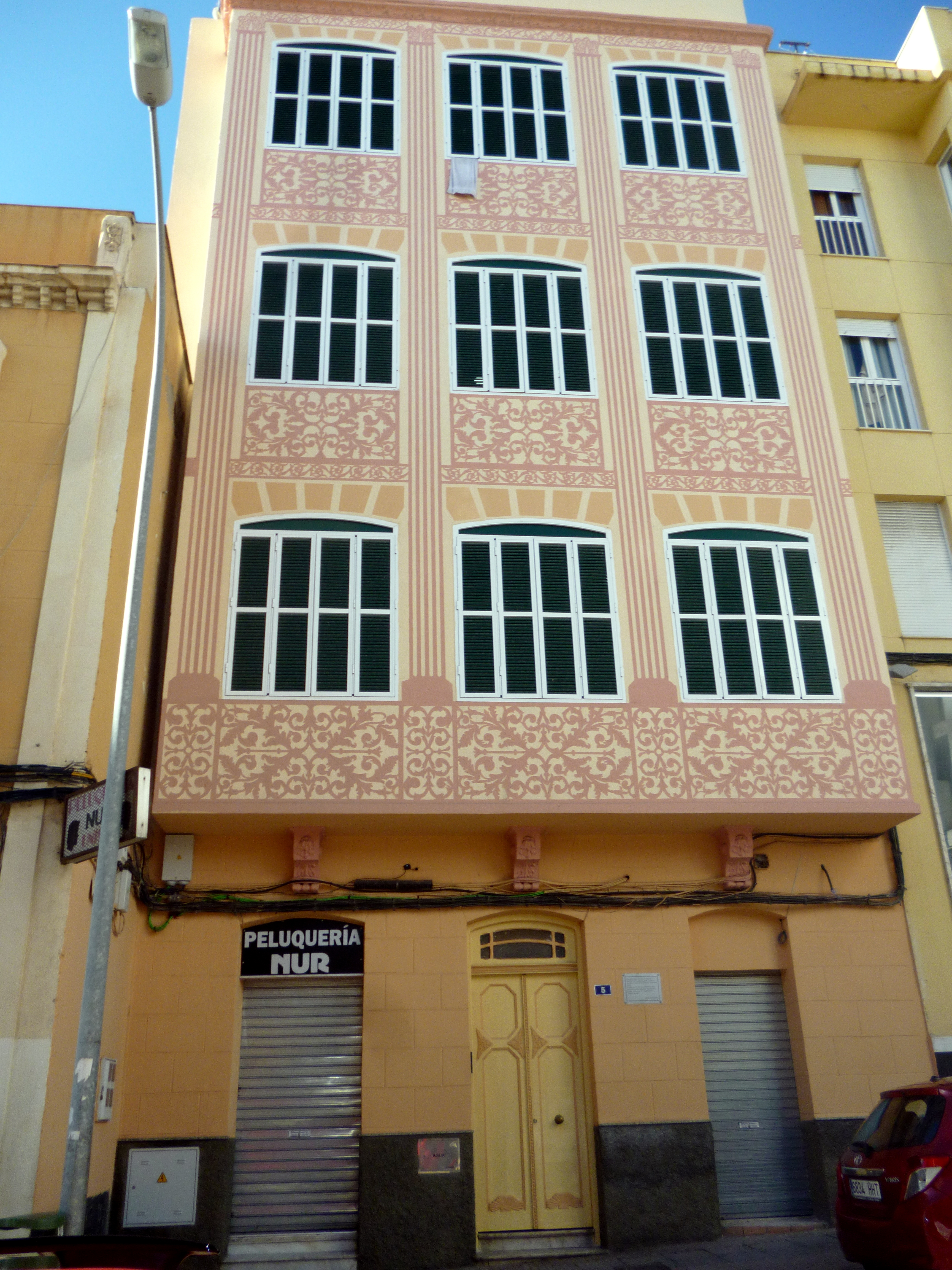
Padre Lerchundi, 5
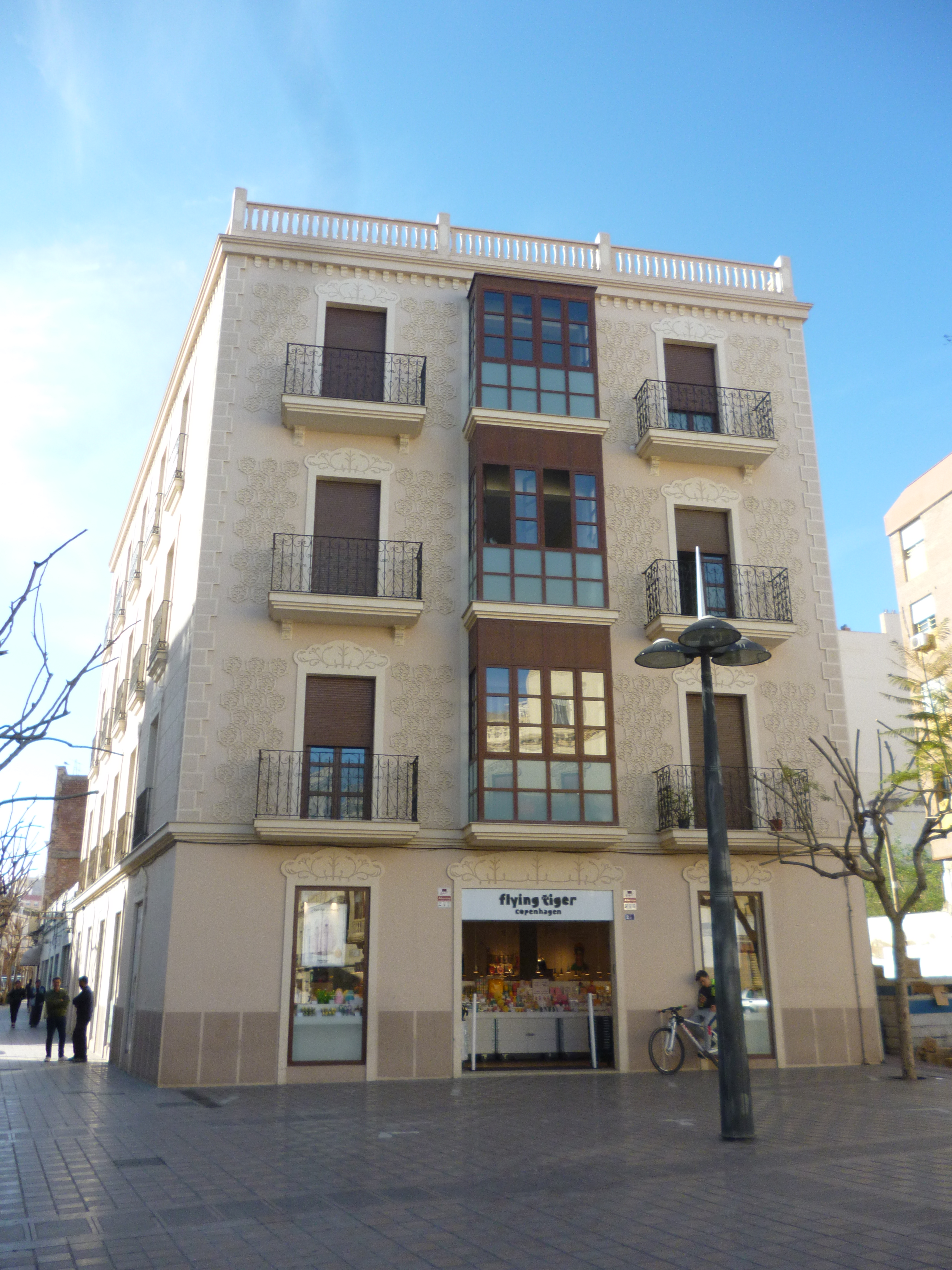
Comandante_Benítez, s/n

## Francisco Hernanz

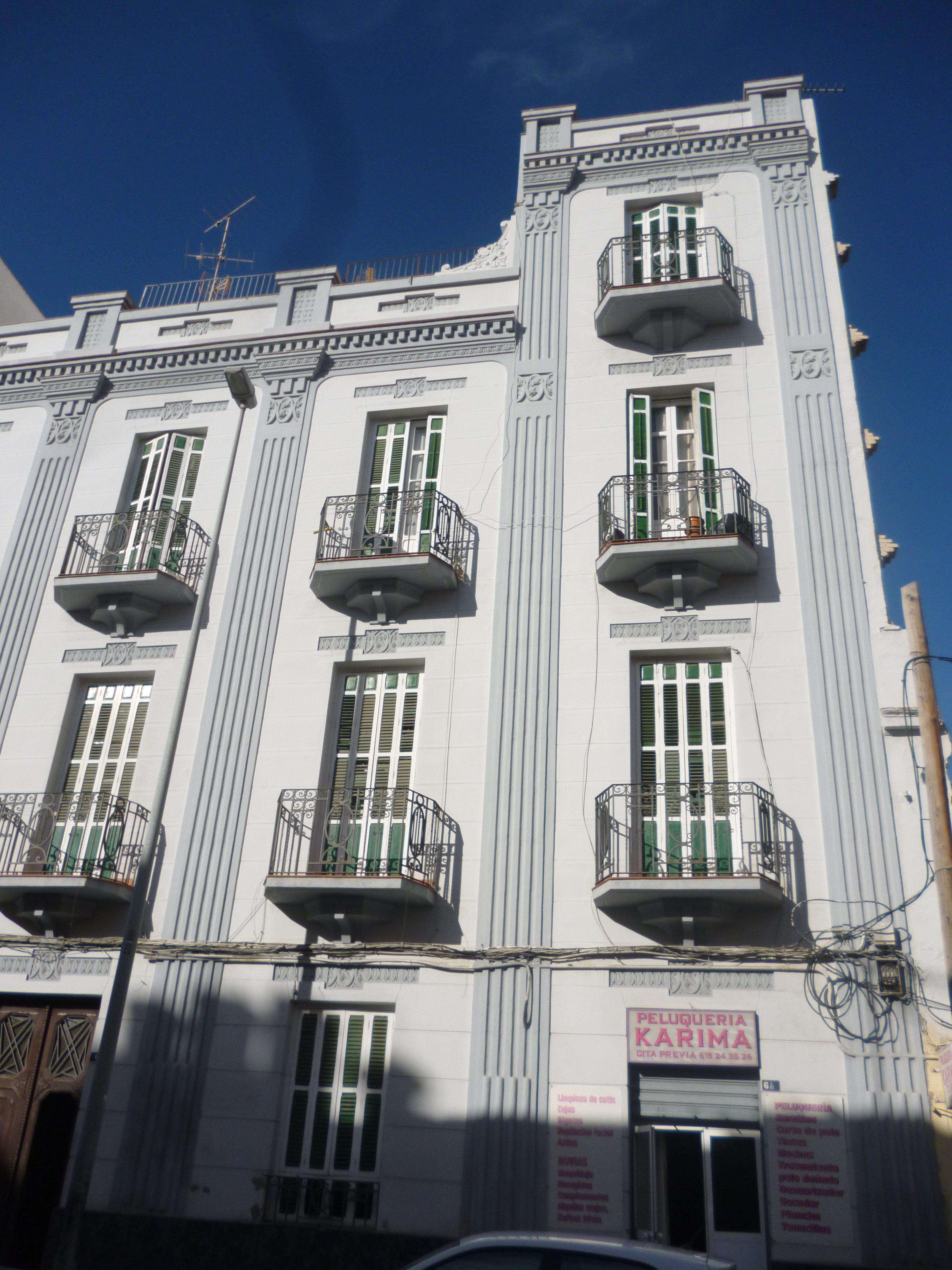
Casa de Jacinto García Marfil

Por otro parte, Francisco Hernanz que realizó obras zigzagueantes como la Casa de Jacinto García Marfil, (1932), desarrolló el art decó aerodinámico, de líneas sobrias y sin casi alguna decoración, como la Casa de Luis Raya (1935), la Casa de Abraham Benatar, la Casa de Bertila Seoane y la Casa Parres.